# Walter Seidensticker (Unternehmer)

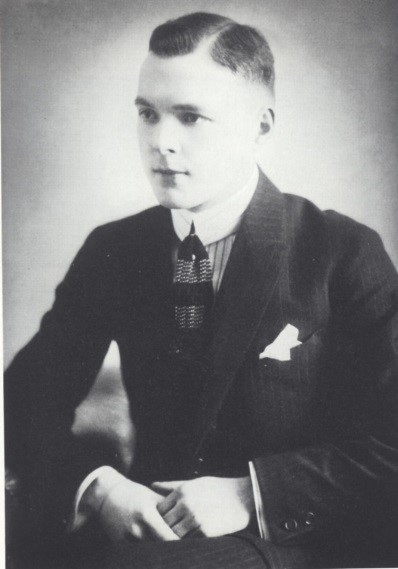
Walter Seidensticker im Jahr der Firmengründung 1919.

Walter Wilhelm Seidensticker (* 22. Mai 1895 in Brackwede, Westfalen; † 19. Januar 1969 in Bielefeld) war ein deutscher Fabrikant und 1919 Gründer einer der bekanntesten deutschen Hemdenmanufakturen, des Textilkontors Walter Seidensticker in Bielefeld.

## Leben
Walter Seidensticker entstammte einer Familie von Glasmachern, die spätestens seit dem 17. Jahrhundert im südlichen Niedersachsen ansässig war. Er wurde als viertes von fünf Kindern des Glashüttenmeisters Emil Seidensticker (1859–1931) und dessen Frau Luise Caroline Conradine, geb. Schlieker (1856–1923), in Brackwede (Kreis Bielefeld, heute Stadtbezirk von Bielefeld) geboren. Sein Vater stammte aus Ottensen (Bezirk Altona) und leitete die obere Wanne der Glashütte Teutoburg in Brackwede, die seit 1901 zu den Gerresheimer Glashüttenwerken Düsseldorf gehörte; seine Mutter stammte aus Schorborn (Landkreis Holzminden).
Nach dem Besuch der Volksschule von 1901 bis 1909 und einer anschließenden dreijährigen Lehre als Wäschezuschneider wurde Seidensticker im Ersten Weltkrieg als Frontsoldat mehrfach verwundet. Nach Kriegsende arbeitslos, gründete Seidensticker 1919 mit 5000 geliehenen Goldmark in seinem Elternhaus im westfälischen Brackwede einen kleinen Wäscheherstellungsbetrieb: die Seidensticker Herrenwäschefabriken GmbH. Seit 1930 Alleininhaber des Unternehmens, übernahm und gründete Seidensticker kontinuierlich weitere Wäschefabriken, darunter die Franken & Co. GmbH, die Standard Bielefelder Wäsche GmbH, die Dt. Herrenwäschefabriken Dornbusch & Co. GmbH, die Ursula Modische Wäsche GmbH in Brackwede, die Alpenland Sportwäsche GmbH in Sonthofen sowie die Seidensticker Wäschefabrik GmbH in Innsbruck (heute Seidensticker Austria).
Während des Zweiten Weltkriegs waren Seidenstickers Hemdenfabriken – wie die gesamte Textilindustrie – durch Ressourcenknappheit betroffen. So produzierte Seidensticker während der Kriegsjahre vor allem Uniformen und Arbeitskleidung für die deutsche Wehrmacht sowie Tarnstoffe und Ostarbeiterhemden. Nach den ersten alliierten Bombenangriffen auf Bielefeld im Sommer 1940 verlagerte Walter Seidensticker große Teile der Produktion in ein neu erworbenes Werk in Winterberg nahe der tschechischen Grenze. Während die Bielefelder Stammwerke im Herbst 1944 durch drei Bomben zerstört wurde, konnte Seidensticker in Winterberg auch unmittelbar nach Kriegsende weiterproduzieren.

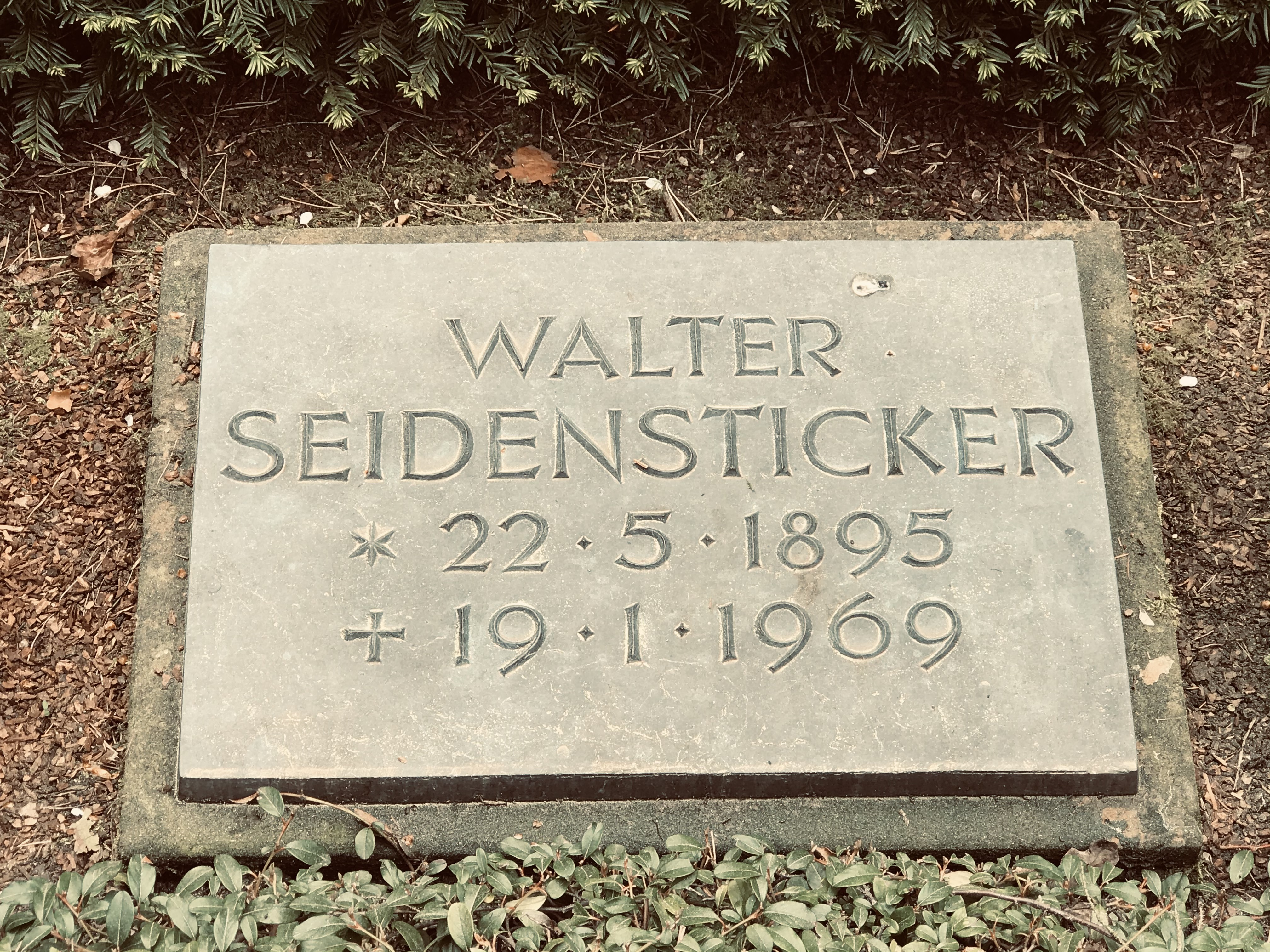
Grabplatte Walter Seidenstickers auf dem Bielefelder Sennefriedhof

Nicht zuletzt dank der Auslagerung großer Teile der Produktionsanlagen während des Krieges gelang Walter Seidensticker nach 1945 der schnelle Wiederaufbau seines Unternehmens. Nach Wiederinstandsetzung der Bielefelder Produktionsanlagen und einem großen Auftritt auf der Exportmesse in Hannover 1948 erfolgte dann die Umbenennung der Firma in „Textilkontor Walter Seidensticker, Bielefeld“. 1953 zählte Seidenstickers Textilkontor mit einer Gesamtbelegschaft von 1600 Mitarbeitern bereits zu den größten Herrenwäscheproduzenten in Europa und galt als führend in der Wäscheindustrie. Zu Beginn der 1960er Jahre produzierte Seidensticker bereits an 20 verschiedenen Standorten und eröffnete 1965 im spanischen Tarragona sein erstes Zweigwerk außerhalb Deutschlands; bald darauf erfolgte die Verlagerung großer Teile der Hemdenproduktion in den asiatischen Raum. Internationales Aufsehen erregte Seidensticker Mitte der 1960er Jahre mit der Herstellung der ersten bügelfreien Oberhemden, die aus „Diolen Star“, einem Mischgewebe aus Baumwolle und Polyester gefertigt wurden und als Durchbruch in der Geschichte der Textilindustrie gelten. Die schwarze Rose, die Seidensticker aus Marketinggründen auf die revolutionären Baumwoll-Diolen-Hemden nähen ließ, wurde bald zum Markenzeichen seiner Firma.
Walter Seidensticker galt als Experte für hochentwickelte Betriebstechnik, rationelle Fertigungsmethoden und sozial vorbildliche Arbeitsraumgestaltung. So setzte er 1930 als einer der ersten Unternehmer in seiner Branche Taktfließbänder in der Produktion ein und wurde damit zu einem Pionier arbeitsteiliger Fertigungsmethoden in der Wäscheproduktion. Nach seinem Tod 1969 übernahmen seine Söhne Gerhard (Gerd) Seidensticker (1931–2017) und Walter Seidensticker jun. (1929–2015) das Unternehmen, die bereits in den 1950er Jahren in dessen Geschäftsführung eintraten.